# プロジェクト・パワー
『プロジェクト・パワー』（原題：Project Power）は、エリック・ニューマンとブライアン・アンケレスがプロデュースし、 マットソン・トムリンが執筆した、 アリエル・シュルマンとヘンリー・ジュースト監督によるアメリカ合衆国のスーパーヒーロー映画。 ジェイミー・フォックス、ジョセフ・ゴードン＝レヴィット、ドミニク・フィッシュバック主演。マシン・ガン・ケリー、ロドリゴ・サントロ、エイミー・ランデッカー、アレン・マルドナド共演。 
2020年8月14日にNetflixによって配信。

## あらすじ
摂取した者に5分間だけ超人的な能力を与える謎の薬"パワー"。謎の組織によって製造されたその薬は、瞬く間に街中に拡がり、その能力を利用した犯罪も多発し始める。薬物の背後にある謎の組織から娘を救うために"パワー"の供給元を追う特殊部隊出身の元兵士（ジェイミー・フォックス）、"パワー"による犯罪を一掃すべく行動する地元警官（ジョセフ・ゴードン＝レヴィット）、そして、母親のためにお金を必要としている売人の少女（ドミニク・フィッシュバック）が、協力して"パワー"の脅威に立ち向かう。

## キャスト
※括弧内は日本語吹き替え
- アート - ジェイミー・フォックス （楠大典）：
- フランク - ジョセフ・ゴードン＝レヴィット （土田大）：ニューオリンズ市警の刑事。謎の薬“パワー”によって多発する犯罪を解決するために、捜査を始める。
- ロビン - ドミニク・フィッシュバック（英語版） （金子睦）
- ニュート - マシン・ガン・ケリー
- ビギー - ロドリゴ・サントロ （中村章吾）
- ガードナー博士 - エイミー・ランデッカー （山像かおり）
- タイット・フレッチャー
- ランドリー - アレン・マルドナド（英語版）
- トレイシー - キアンナ・シモン・シンプソン（野々村真白）
- アイリーン - アンドレン・ワード＝ハモンド
- クレイン警部 - コートニー・B・ヴァンス
- ケイシー・ナイスタット
- ジム・クロック
- ルーク・ホークス
- ジャネット・グエン
- その他の日本語吹き替え - 山口協佳、宮本淳、樋山雄作、中村達也、臼木健士朗、石毛翔弥、鵜澤正太郎、武蔵真之介、田所陽向、佐々木拓真、下川涼、小若和郁那、夏目あり沙、唐戸俊太郎、葉山那奈、織部ゆかり、水神のりこ、熊谷海麗、丹羽正人

## 製作
2017年10月、Netflixが他のスタジオとの入札でマットソン・トムリンのスペック・スクリプト「パワー」を獲得したことが発表された。アリエル・シュルマンとヘンリー・ジョーストが監督し、エリック・ニューマンとブライアン・アンケレスがプロデュースを担当する。2018年9月、ジョセフ・ゴードン＝レヴィット、ジェイミー・フォックス、ドミニク・フィッシュバックが当時まだタイトルのなかった本作のキャストに加わった。2018年10月、 ロドリゴ・サントロ、エイミー・ランデッカー、アレン・マルドナド、キアンナ・シモーネ・シンプソン、アンドレン・ワード＝ハモンド、マシン・ガン・ケリー、ケーシー・ナイスタットがキャストに加わった。2018年11月、ジム・クロックが本作に参加。2018年12月、コートニー・B・ヴァンスが参加した。2020年5月、この映画の正式なタイトルは『Project Power』となることが発表された。

### 撮影
主要撮影は2018年10月8日に始まり、2018年12月22日に終了した。撮影はニューオーリンズで行われた。2018年10月31日、ジョセフ・ゴードン＝レヴィットは自転車に乗っている間の撮影中に負傷した。彼は事故の映像をInstagramに投稿した。 

## 配信日時
2020年8月14日配信。